# N460 (België)
De N460 is een gewestweg in België tussen Erembodegem (N45) en Schendelbeke (N42).
De weg heeft een lengte van ongeveer 19,5 kilometer. De gehele weg bestaat uit twee rijstroken voor beide rijrichtingen samen.

## Plaatsen langs de N460
- Erembodegem
- Terjoden
- Haaltert
- Kerksken
- Heldergem
- Aspelare
- Voorde
- Idegem
- Schendelbeke